# Sejong (Corea del Sud)
Sejong (세종특별자치시?, 世宗特別自治市?, Sejong Teukbyeol-jachisiLR; lett. "Città autonoma speciale di Sejong") è una città autonoma speciale della Corea del Sud, istituita a decorrere dal luglio 2012.
Nel 2007 il governo sudcoreano decise di creare un nuovo distretto autonomo in cui trasferire nove Ministeri e quattro agenzie nazionali attualmente situate a Seul in un'area della provincia del Sud Chungcheong, poco fuori dalla città autonoma di Daejeon. La città, destinata ad ospitare circa 500 000 abitanti, prende il nome dal re Sejong il Grande, inventore dell'alfabeto coreano.